# Ekurhuleni
Ekurhuleni (« place de paix » en tsonga) est l'une des huit municipalités métropolitaines d'Afrique du Sud située dans la province du Gauteng. Elle administre les communes et villes de la région est du Witwatersrand (East Rand). Elle est l'une des 5 districts municipaux de la province et l'une des 6 municipalités métropolitaines du pays.
Le chef-lieu de la municipalité métropolitaine d'Ekurhuleni est situé à Germiston.
En 2015, Ekurhuleni a rejoint le mouvement Fab City, suivant l'appel lancé par le maire de Barcelone, Xavier Trias, à ce que toutes les villes du monde deviennent autosuffisantes pour 2054.

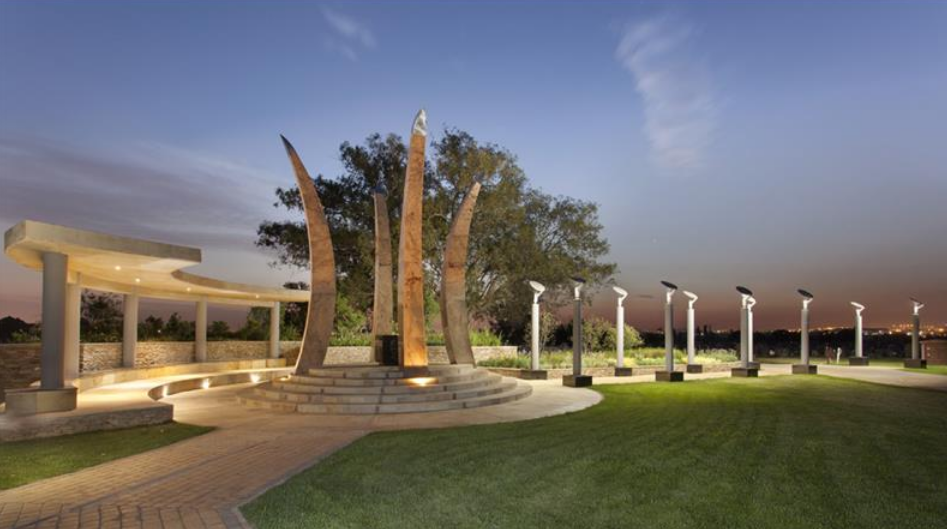
Monument Chris Hani à Boksburg, Ekurhuleni

## Géographie
Fondée en 2000 à la place de l'ancienne région métropolitaine de East Rand, Ekurhuleni est entourée par les municipalités de districts de Tshwane, Metsweding, Nkangala, Sedibeng et Johannesburg.

## Zone urbaine
Selon le recensement de 2011, les populations des différentes zones urbaines de la municipalité d'Ekurhuleni sont notamment les suivantes :
| Quartier     | Superficie (km2) | Population (2011) | Langues maternelles dominantes                                                  |
| ------------ | ---------------- | ----------------- | ------------------------------------------------------------------------------- |
| Alberton     | 77,16            | 121 536           | Afrikaans (42%), Anglais (34%), Zoulou (6%), Sotho (5%)                         |
| Benoni       | 175,55           | 158 777           | Anglais (41%), Afrikaans (19%), Zoulou (17%)                                    |
| Boksburg     | 162.35           | 260 321           | Afrikaans (28%), Anglais (18%), Zoulou (14%), Pedi (9%), Xhosa (8%), Sotho (7%) |
| Brakpan      | 182,81           | 73 080            | Afrikaans (47%), Anglais (16%), Zoulou (14%)                                    |
| Daveyton     | 14,45            | 127 967           | Zoulou (37%), Pedi (13%), Xhosa (11%), Sotho (10%), Tsonga (9%)                 |
| Duduza       | 11,23            | 73 295            | Zoulou (64%), Sotho (16%)                                                       |
| Edenvale     | 20,03            | 49 292            | Anglais (72%), Afrikaans (11%)                                                  |
| Etwatwa      | 20,83            | 151 866           | Zoulou (44%), Tsonga (12%), Pedi (12%), Sotho (7%), Xhosa (6%), Ndebele (6%)    |
| Germiston    | 143,27           | 255 863           | Anglais (24%), Afrikaans (16%), Zoulou (16%), Xhosa 9%, Pedi 7%, Sotho 7%       |
| Katlehong    | 55,36            | 407 294           | Zoulou (37%), Sotho (22%), Xhosa (13%), Pedi (9%)                               |
| Kempton Park | 149,05           | 171 575           | Afrikaans (34%), Anglais (26%), Zoulou (8%), Pedi (7%)                          |
| KwaThema     | 14,70            | 103 727           | Zoulou (55%), Xhosa (8%), Sotho (7%), Pedi (7%), Tswana (6%)                    |
| Langaville   | 10,10            | 54 710            | Zoulou (46%), Pedi (11%), Tsonga (10%), Xhosa (8%)                              |
| Nigel        | 139,07           | 38 318            | Afrikaans (43%), Zoulou (23%), Anglais (16%)                                    |
| Springs      | 183,50           | 121 610           | Afrikaans (30%), Zoulou (20%), Anglais (15%), Pedi (8%), Xhosa (7%)             |
| Tembisa      | 42,08            | 463 109           | Pedi (33%), Zoulou (21%), Tsonga (13%), Xhosa (7%)                              |
| Tokoza       | 9,43             | 105 827           | Zoulou (40%), Sotho (21%), Xhosa (18%)                                          |
| Tsakane      | 19,75            | 135 994           | Zoulou (57%), Sotho (10%), Pedi (7%), Xhosa (6%)                                |
| Vosloorus    | 32,10            | 163 216           | Zoulou (46%), Sotho (17%), Xhosa (8%), Pedi (7%)                                |
| Wattville    | 2,17             | 25 667            | Zoulou (47%), Sotho (13%), Pedi 10%, Xhosa (7%)                                 |

## Démographie

### Population
La population de la municipalité d'Ekurhuleni est estimée à 3 178 470 habitants en 2011. La municipalité comptait 51,21 % -1 627 724- d'hommes contre 46,95 % -1 550 747- de femmes dans sa population en 2011. Elle a une densité de 1609,10 hab./km².
| 2011      |
| --------- |
| 3 178 470 |

### Langues
Selon le recensement de 2001, la démographie s'établissait selon les tableaux suivant :
| Langue           | Population | %       |
| ---------------- | ---------- | ------- |
| Zoulou           | 754 411    | 30,42 % |
| Afrikaans        | 321 103    | 12,95 % |
| Sotho du Nord    | 282 641    | 11,40 % |
| Sotho du Sud     | 278 398    | 11,22 % |
| Anglais          | 277 950    | 11,21 % |
| Xhosa            | 213 389    | 8,60 %  |
| Tsonga           | 141 484    | 5,70 %  |
| Tswana           | 76 896     | 3,10 %  |
| Swati            | 45 357     | 1,83 %  |
| Southern Ndebele | 44 496     | 1,79 %  |
| Venda            | 25 753     | 1,04 %  |
| Autres           | 18 396     | 0,74 %  |

### Répartition raciale
La population y est majoritairement noire. Selon le recensement de 2011, la municipalité compte 13 959 habitants dont 78,74 % -2 502 769 personnes- de Noirs, 15,81 % -502 439 personnes- de Blancs, 2,70 % -85 910 personnes- de Coloureds, 2,14 % -68 058 personnes- d'Indiens ou d'Asiatiques-. La population d'Ekurhuleni était composée de 0,61 % —19 294 personnes— de personnes n'entrant dans aucune de ces catégories.
|                       | 2011                     |
| --------------------- | ------------------------ |
| Noirs                 | 2 502 769 hab. (78,74 %) |
| Blancs                | 502 439 hab. (15,81 %)   |
| Coloureds             | 85 910 hab. (2,70 %)     |
| Indiens ou asiatiques | 68 058 hab. (2,14 %)     |
| Autres                | 19 294 hab. (0,61 %)     |

## Culture et patrimoine

### Héraldique et logo

Logo de la municipalité d'Ekurhuleni, adopté en 2002.

Logo
Le logo d'Ekurhuleni est doté d'un fond blanc sur lequel le logo prend la forme d'une figure humaine stylisée et comportant les couleurs du drapeau national de l'Afrique du Sud.
La couleur noire de l'ellipse qui forme la tête de la figure humaine représente l'importance du charbon dans la région. Le triangle jaune entre la tête et le corps de la figure représente l'industrie de l'extraction de l'or. La couleur verte de la figure humaine représentent l'environnement et l'agriculture. La grande forme bleue du côté gauche de la figure illustre l'importance des secteurs de l'aviation et de l'eau qui constituent une partie importante de l'économie locale. La forme rouge du côté droit sert à la fois à équilibrer le logo et à le relier au drapeau national.
Blason
Le blason est employé exclusivement par le Bureau du maire d'Ekurhuleni. Il a également été adopté en 2002. Le thème des armes se rapporte au nom Ekurhuleni, qui signifie une place de paix en tsonga. Le firmament bleu contient un symbole de paix graphique. La colombe blanche symbolise l'esprit de paix et la branche d'olivier symbolise la croissance de cette paix. Au bas du bouclier se trouve la représentation de la force historique de la région, de l'or et les minéraux. En haut, à gauche est le symbole de la fusion nucléaire qui représente le développement et le progrès scientifiques, les ambitions sociales et économiques de la région. Le coin supérieur droit du bouclier présente une combinaison de deux instruments de musique, une corne de koudou et une trompette. Ils symbolise le lien avec la dimension spirituelle apportée à travers la pratique des arts. Ces trois éléments du bouclier forment une représentation holistique des besoins humains: grandir, travailler et apprendre. Deux femmes Pedi vêtues de vêtements traditionnels sont représentées des deux côtés comme des partisanes. Ceux-ci représentent l'éducation et l'orientation familiale. Les feuilles de chêne à la base du blason représentent la promesse de croissance et entre les feuilles est le symbole de l'eau - la ressource-clef de la vie. La devise, « Prosper in Peace », exprime la mission essentielle et l'espoir de la région d'Ekurhuleni.

## Politique et administration

### Résultats des élections municipales de 2016
La ville a obtenu le meilleur score en matière de gouvernance parmi tous les municipalités d'Afrique du Sud.
Le conseil municipal est composé de 224 membres élus au scrutin proportionnel mixte. 112 sont élus au scrutin uninominal à un tour dans 112 circonscriptions, tandis que les 112 autres sont choisis sur les listes des partis de sorte que le nombre total de représentants des partis soit proportionnel au nombre de votes reçus. Lors des élections du 3 août 2016, le Congrès national africain (ANC) a perdu sa majorité au conseil pour la première fois. L'ANC a ensuite formé une coalition avec le Congrès indépendant africain, le Congrès panafricaniste, l'Alliance patriotique et l'Association des contribuables indépendants d'Afrique du Sud.
Le tableau suivant présente les résultats des élections de 2016,.
| Partis     | Partis                                                      | Votes   | Votes   | Votes     | Votes | Sièges | Sièges | Sièges |
| Partis     | Partis                                                      | Ward    | Liste   | Total     | %     | Ward   | Liste  | Totale |
| ---------- | ----------------------------------------------------------- | ------- | ------- | --------- | ----- | ------ | ------ | ------ |
|            | Congrès national africain                                   | 436 190 | 438 961 | 875 151   | 48,6  | 76     | 33     | 109    |
|            | Alliance démocratique                                       | 307 664 | 306 709 | 614 373   | 34,2  | 35     | 42     | 77     |
|            | Combattants pour la liberté économique                      | 102,242 | 99,770  | 202,012   | 11.2  | 1      | 24     | 25     |
|            | Congrès indépendant africain                                | 14 709  | 14 810  | 29 519    | 1,6   | 0      | 4      | 4      |
|            | Parti Inkatha de la liberté                                 | 8940    | 9345    | 18 285    | 1,0   | 0      | 2      | 2      |
|            | Front de la liberté                                         | 7,991   | 8,059   | 16,050    | 0.9   | 0      | 2      | 2      |
|            | Parti chrétien-démocrate africain                           | 3908    | 3754    | 7662      | 0,4   | 0      | 1      | 1      |
|            | Congrès panafricain d'Azanie                                | 3836    | 3743    | 7579      | 0,4   | 0      | 1      | 1      |
|            | Alliance patriotique                                        | 2272    | 2499    | 4771      | 0,3   | 0      | 1      | 1      |
|            | Congrès du peuple                                           | 2209    | 2504    | 4713      | 0,3   | 0      | 1      | 1      |
|            | Association indépendante des contribuables d'Afrique du Sud | 3067    | 1219    | 4286      | 0,2   | 0      | 1      | 1      |
|            | Indépendant                                                 | 3675    | –       | 3675      | 0,2   | 0      | –      | 0      |
|            | Mouvement démocratique uni                                  | 1435    | 2109    | 3544      | 0,2   | 0      | 0      | 0      |
|            | Autres                                                      | 2283    | 5298    | 7581      | 0.4   | 0      | 0      | 0      |
| Total      | Total                                                       | 900 421 | 898 780 | 1 799 201 | 100.0 | 112    | 112    | 224    |
| Votes nuls | Votes nuls                                                  | 16 086  | 15 783  | 31 869    |       |        |        |        |

### Liste des maires
| Nom | Nom                             | Nom | Dates du mandat | Dates du mandat | Parti | Qualité |
| --- | ------------------------------- | --- | --------------- | --------------- | ----- | --- |
|     | Bavumile Vilakazi (°1955-†2019) |     | 2000            | 2001            | ANC   | Ambassadeur d'Afrique du Sud en Ouganda (2002) |
|     | Duma Nkosi                      |     | 2001            | 2008            | ANC   | Membre du Parlement sud-africain (1994-2001), Président du comité de l'Assemblée nationale sur les minéraux et l'énergie (1997-2001)                                                   |
|     | Lentheng Helen Ntombi Mekgwe    |     | 2008            | 2011            | ANC   | Maire de Nigel (1995-2000), Présidente du Conseil métropolitain d'Ekurhuleni (2001-2008)                                                                                               |
|     | Mondli Gungubele                |     | 2011            | 2016            | ANC   | Député du Ministère des Finances (2018-2019) |
|     | Mzwandile Masina                |     | 2016            | 2021            | ANC   | Député du Ministère du Commerce et de l'Industrie (2014-2016) |
|     | Tania Campbell                  |     | 2021            | 26 octobre 2022 | DA    | Démise à la suite de l'adoption d'une motion de censure (100 voix contre 93) |
|     | Tania Campbell                  |     | 8 novembre 2022 | 30 mars 2023    | DA    | Réélue avec 124 voix à la suite de l'échec de la mise en place d'une majorité alternative , elle est 4 mois plus tard à nouveau démise par une motion de censure (126 voix contre 91). |
|     | Sivuyile Ngodwana               |     | 31 mars 2023    | 28 mars 2024    | AIC   | Élu avec 129 voix (principalement celles de l'ANC et de EFF) |
|     | Nkosindiphile Xhakaza           |     | 11 avril 2024   |                 | ANC   | Exécutif municipal composé de 5 membres de l'EFF, 4 membres de l'ANC et d'1 élu de l'AIC.                                                                                              |

## Odonymie
L'odonymie locale a légèrement évolué à partir de 2021 afin de célébrer les personnalités de la lutte contre l'apartheid.
| Anciens noms de rues   | Nouveaux noms                   | Villes et quartiers     |
| ---------------------- | ------------------------------- | ----------------------- |
| Snake Road             | Mary Moodley Road               | Benoni                  |
| Ergo Road              | Margaret Gazo Road              | Brakpan                 |
| Linksfield Road        | Lethabo Malatjie Road           | Edenvale                |
| Geldenhuis Interchange | Bavumile Vilakazi Interchange   | Germiston               |
| Atlas Road             | Solomon Jefferson Mahlangu Road | Germiston               |
| Barbara Road           | Lazerus Mawela Road             | Germiston               |
| Edenvale Road          | Lungile Mtshali Road            | Germiston               |
| Gillooly’s Interchange | George Bizos Interchange        | Bedfordview, Germiston  |
| Heidelberg Road        | David Bopape Road               | Elsburg, Germiston      |
| Kliprivier Road        | Sam Ntuli Road                  | Eikenhof, Germiston     |
| Kraft Road             | Ntemi Ncwane Road               | Germiston               |
| R562 Olifantsfontein   | Winnie Madikizela-Mandela Road  | Germiston, Kempton Park |
| Rand Airport Road      | Fanyana Banda Road              | Germiston               |
| Van Buuren Road        | Thabo Mbeki Road                | Bedfordview, Germiston  |
| Van Riebeeck Road      | Lungile Mtshali Road            | Germiston               |
| Bronkhorstspruit Road  | Sarah Mnyele Road               | Kempton Park            |
| Pomona Road            | Petrus “Chilly” Magagula Road   | Kempton Park            |
| Voortrekker Road       | Amon Ngulele Road               | Kempton Park            |